# Pardosa paramushirensis
Pardosa paramushirensis este o specie de păianjeni din genul Pardosa, familia Lycosidae. A fost descrisă pentru prima dată de Nakatsudi, 1937. Conform Catalogue of Life specia Pardosa paramushirensis nu are subspecii cunoscute.